# Orthoporus leonicus
Orthoporus leonicus är en mångfotingart som beskrevs av Chamberlin 1941. Orthoporus leonicus ingår i släktet Orthoporus och familjen Spirostreptidae. Inga underarter finns listade i Catalogue of Life.